# 若林克法
若林 克法（わかばやし かつのり、Katsunori Wakabayashi, 1972年12月 - ）は、日本の物理学者・ナノテクノロジー研究者。関西学院大学工学部教授。藤田光孝博士とナノグラファイトおよびナノグラフェンに関する理論的研究について先駆的な研究を行ったことで知られる。

## 略歴
- 1972年12月  奈良県生まれ。
- 1991年4月  筑波大学第三学群基礎工学類入学。
- 1995年3月  同学類（物質・分子工学主専攻）卒業。
- 1995年4月  筑波大学大学院博士課程工学研究科物質工学専攻入学。
- 1997年4月  日本学術振興会特別研究員（2000年3月まで）。
- 1998年5月  京都大学基礎物理学研究所特別研究学生（2000年3月まで）。
- 2000年3月  同大学院修了。
- 2000年3月  博士（工学）（筑波大学）。
- 2000年4月  アトムテクノロジー研究体(JRCAT)研究員。
- 2000年6月  広島大学工学部電子物性工学大講座助手。
- 2001年4月  広島大学大学院先端物質科学研究科助手。
- 2003年10月  スイス連邦工科大学チューリッヒ校理論物理学研究所研究員（2005年9月まで）。
- 2007年4月  広島大学大学院先端物質科学研究科助教（職名変更）。
- 2007年10月 科学技術振興機構戦略的創造研究推進事業さきがけ研究員を兼任（2011年3月まで）。[1]
- 2009年6月 独立行政法人物質・材料研究機構国際ナノアーキテクトニクス研究拠点独立研究者。
- 2015年4月 関西学院大学理工学部先進エネルギーナノ工学科教授。
- 2021年4月 関西学院大学工学部教授。

## 受賞歴
- 日本物理学会第8回論文賞（2003年）[2]
- 文部科学大臣表彰 若手科学者賞（2010年）[3]
- 日本学術振興会賞(2017年)[4]

## 代表的な業績
- M. Fujita, K. Wakabayashi, K. Nakada, K. Kusakabe, Peculiar Localized State at Zigzag Graphite Edge, J. Phys. Soc. Jpn. 65 (1996) pp. 1920-1923 doi:10.1143/JPSJ.65.1920
- K. Wakabayashi, M. Sigrist and M. Fujita, Spin Wave Mode of Edge-Localized Magnetic States in Nanographite Zigzag Ribbons, J. Phys. Soc. Jpn. vol. 67, 2089 (1998). doi:10.1143/JPSJ.67.2089
- K. Wakabayashi, M. Fujita, H. Ajiki, M. Sigrist, Electronic and magnetic properties of nanographite ribbons, Phys. Rev. B 59, 8271 - 8282 (1999) doi:10.1103/PhysRevB.59.8271
- K. Wakabayashi, Electronic transport properties of nanographite ribbon junctions, Phys. Rev. B, vol. 64, 125428 (2001).  doi:10.1103/PhysRevB.64.125428
- K. Wakabayashi and M. Sigrist, Zero-Conductance Resonances due to Flux States in Nanographite Ribbon Junctions, Phys. Rev. Lett. vol. 84, 3390-3393 (2000). doi:10.1103/PhysRevLett.84.3390
- K. Wakabayashi, Y. Takane and M. Sigrist, Perfectly Conducting Channel and Universality Crossover in Disordered Graphene Nanoribbons, Phys. Rev. Lett. vol. 99, 036601 (2007). doi:10.1103/PhysRevLett.99.036601